# Janusz Jerzy Charatonik
Janusz Jerzy Charatonik (ur. 24 maja 1934 w Przemyślu, zm. 11 lipca 2004 w Meksyku) – polski matematyk specjalizujący się w topologii.

## Życiorys
Był uczestnikiem pierwszych dwóch polskich olimpiad matematycznych, w drugiej (w 1951) był nagrodzony. Ukończył matematykę na Uniwersytecie Wrocławskim w 1955. Od 1956 zatrudniony w Instytucie Matematycznym Uniwersytetu Wrocławskiego. Doktoryzował się w 1965 broniąc pracy O dendroidach napisanej pod kierunkiem Bronisława Knastera. Habilitował się pięć lat później w oparciu o badania krzywych acyklicznych. W 1978 był mianowany profesorem nadzwyczajnym, a w 1988 profesorem zwyczajnym. Pełnił funkcję prodziekana Wydziału Matematyki, Fizyki i Chemii Uniwersytetu Wrocławskiego (1973–1975) oraz zastępcy dyrektora Instytutu Matematycznego UWr.
Aktywny członek PTM, od 1975 członek zarządu tego stowarzyszenia. Członek Amerykańskiego Towarzystwa Matematycznego. Laureat nagrody Sierpińskiego (przyznawanej przez PTM).
W 1956 ożenił się z Marianną Kalotą, nauczycielką matematyki, z którą miał piątkę dzieci (wszyscy matematycy lub informatycy, absolwenci Uniwersytetu Wrocławskiego). Najstarszy ich syn, Włodzimierz, był uznanym topologiem pracującym na Missouri University of Science and Technology w Rolla.

## Dorobek naukowy
Badania naukowe prof. Charatonika były skoncentrowane wokół teorii continuów (zwartych i spójnych przestrzeni topologicznych), własności punktu stałego, dendrytów, retraktów. Na jego dorobek naukowy składa się ponad 200 prac naukowych.